# Eliminación de combustibles fósiles en vehículos

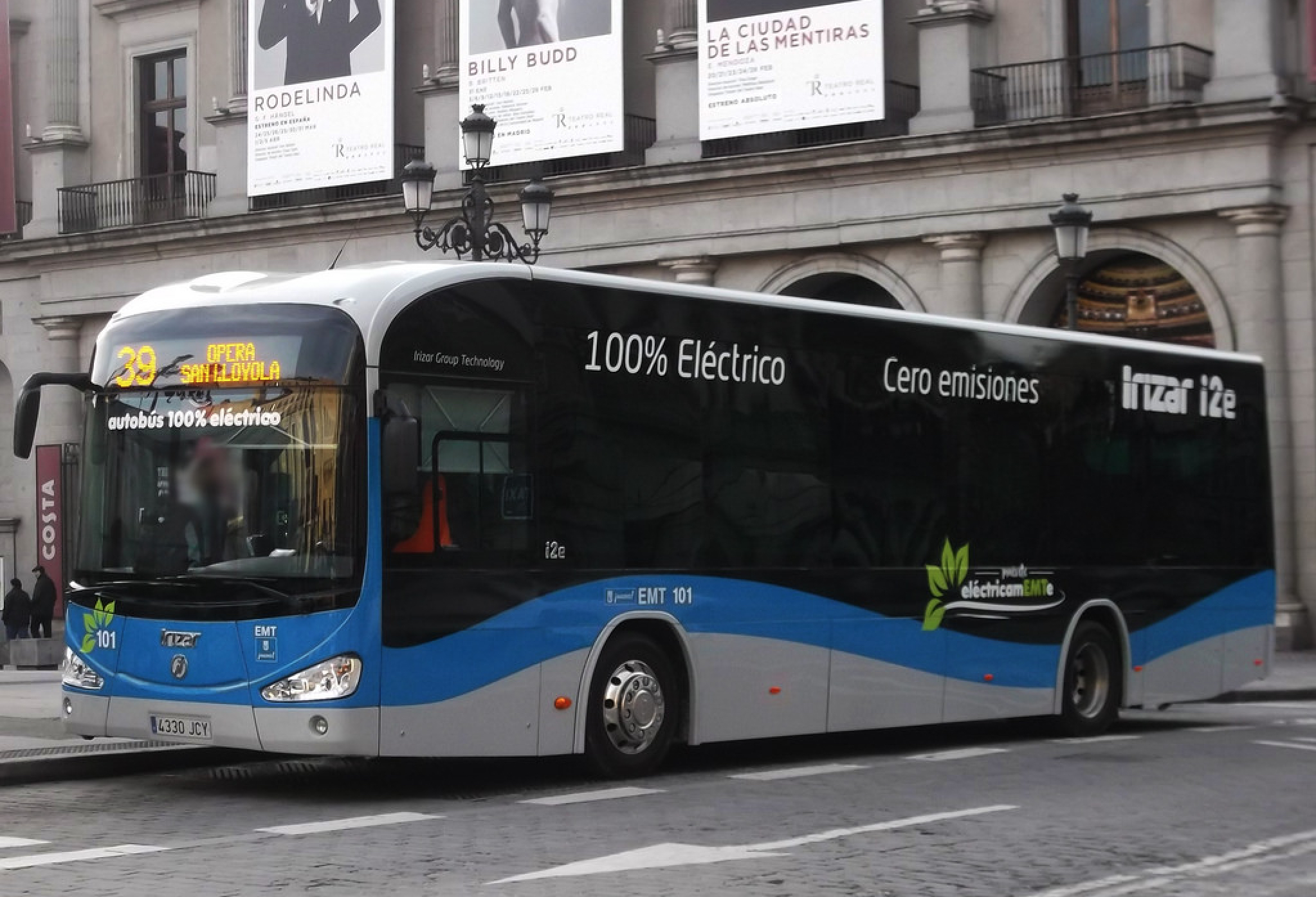
Autobús eléctrico en Madrid.

La eliminación o el abandono de los vehículos propulsados por combustibles fósiles implica dejar de vender y utilizar vehículos propulsados por combustibles fósiles, como la gasolina, el gasóleo o el queroseno: es una de las tres partes más importantes del proceso general de eliminación de los combustibles fósiles, siendo las otras la eliminación de las centrales eléctricas de combustibles fósiles para la generación de electricidad y la descarbonización de la industria.
Muchos países y ciudades de todo el mundo han declarado que prohibirán la venta de vehículos de pasajeros (principalmente coches y autobuses) propulsados por combustibles fósiles como la gasolina, el gas licuado de petróleo y el gasóleo en algún momento en el futuro.
Una treintena de países, 38 gobiernos subnacionales, 11 empresas fabricantes de automóviles y 27 propietarios de flotas y empresas de movilidad compartida firmaron en 2021 la conocida como "Declaración de Glasgow" que fija 2035 como último año en que venderán vehículos de combustión interna.
Los sinónimos de las prohibiciones incluyen frases como "prohibición de los coches de gas","prohibición de los coches de gasolina", "prohibición de los coches de gasolina y gasóleo", o simplemente "prohibición del gasóleo". Otro método de eliminación progresiva es el uso de zonas de bajas emisiones en las ciudades.
En algunos lugares se han fijado fechas para prohibir otros tipos de vehículos, como los barcos y los camiones de combustible fósil.

## Contexto
Las razones para prohibir la venta de vehículos con combustibles fósiles incluyen: reducir los riesgos para la salud de las partículas contaminantes, especialmente las PM10 del diésel, y otras emisiones, especialmente los óxidos de nitrógeno; cumplir con los objetivos nacionales de gases de efecto invernadero, como el CO2, en virtud de acuerdos internacionales como el Protocolo de Kioto y el Acuerdo de París; o la independencia energética. La intención de prohibir los vehículos propulsados por combustibles fósiles es atractiva para los gobiernos, ya que ofrece un objetivo de cumplimiento más sencillo, en comparación con un impuesto sobre el carbono o la eliminación progresiva de los combustibles fósiles.

## Lugares con restricciones planeadas

Mapa de las prohibiciones propuestas.
2020s
2030s
2040s
2050s

Entre los países que han propuesto prohibiciones o han implementado la venta del 100% de los vehículos de cero emisiones se encuentran China (incluyendo Hong Kong y Macao), Japón, Singapur, Reino Unido, Corea del Sur, Islandia, Dinamarca, Suecia, Noruega, Eslovenia, Alemania, Italia, Francia, Bélgica, Países Bajos, Portugal, Canadá, los 12 estados de Estados Unidos que se adhirieron al Programa de Vehículos de Cero Emisiones (ZEV) de California, Sri Lanka, Cabo Verde y Costa Rica.
En 2018, Dinamarca propuso una prohibición de los coches de gasolina y diésel en toda la UE, pero resultó ser contraria a la normativa comunitaria. En octubre de 2019, Dinamarca hizo una propuesta para la eliminación progresiva de los vehículos de combustible fósil a nivel de los Estados miembros para 2030 y fue apoyada por otros 10 Estados miembros de la UE.
El Parlamento Europeo votó en junio de 2022 a favor de prohibir la matriculación de vehículos de combustión a partir de 2035. Esta votación respalda la propuesta que había hecho la Comisión Europea un año antes pero no es del todo definitiva pues ha de aprobarse en todos los Estados miembros. El Parlamento Europeo ratificó su decisión en febrero de 2023.
El estado de California (Estados Unidos) está en fase de aprobar la prohibición de vender vehículos de combustión interna a partir de 2035
| País                                  | Año de inicio                                                                | Estatus | Alcance | Detalles |
| ------------------------------------- | ---------------------------------------------------------------------------- | --- | --- | --- |
| Bandera de Austria                    | 2040                                                                         | Signatario de la Declaración de Glasgow | Emitiendo | Ventas de vehículos nuevos para 2040 a más tardar |
| Bandera de Azerbaiyán                 | 2040                                                                         | Signatario de la Declaración de Glasgow | Emitiendo | Ventas de vehículos nuevos para 2040 a más tardar |
| Bandera de Bélgica                    | 2026 2029                                                                    | Plan climático | 2026: No further tax deductibility of Diésel, gasolina employee company cars 2029: (región de Flandes) diésel, gasolina | 2026: Only for new cars which are provided as compensation to employees 2029: (región de Flandes) New car and van sales |
| Bandera de Camboya                    | 2040                                                                         | Signatario de la Declaración de Glasgow | Emitiendo | Ventas de vehículos nuevos para 2040 a más tardar |
| Bandera de Canadá                     | 2035                                                                         | Plan climático | diésel, gasolina, no eléctricos                                                                                         | Venta de vehículos ligeros nuevos |
| Bandera de Cabo Verde                 | 2040                                                                         | Signatario de la Declaración de Glasgow | Emitiendo | Ventas de vehículos nuevos para 2040 a más tardar |
| Bandera de Chile                      | 2035                                                                         | Chilean government Green New Deal | diésel, gasolina | Venta de vehículos nuevos |
| Bandera de la República Popular China | 2035                                                                         | Plan climático del gobierno. | diésel, gasolina | Venta y matriculación de vehículos particulares nuevos. |
| Bandera de Costa Rica                 | 2050                                                                         | Proposed by Costa Rica President Carlos Alvarado as a "roadway" in 2019. | diésel, gasolina | Venta de vehículos ligeros nuevos |
| Bandera de Croacia                    | 2040                                                                         | Signatario de la Declaración de Glasgow | Emitiendo | Ventas de vehículos nuevos para 2040 a más tardar |
| Bandera de Chipre                     | 2040                                                                         | Signatario de la Declaración de Glasgow | Emitiendo | Ventas de vehículos nuevos para 2040 a más tardar |
| Bandera de Dinamarca                  | 2030–2035                                                                    | | diésel, gasolina | Venta de vehículos nuevos (2030), las ventas de nuevos vehículos híbridos seguirán estando permitidas hasta 2035. |
| Bandera de la República Dominicana    | 2040                                                                         | Signatario de la Declaración de Glasgow | Emitiendo | Ventas de vehículos nuevos para 2040 a más tardar |
| Bandera de Egipto                     | 2040                                                                         | Plan de gobierno | diésel, gasolina, no eléctricos                                                                                         | Ventas de autos nuevos |
| Bandera de El Salvador                | 2040                                                                         | Signatario de la Declaración de Glasgow | Emitiendo | Ventas de vehículos nuevos para 2040 a más tardar |
| Bandera de Finlandia                  | 2040                                                                         | Signatario de la Declaración de Glasgow | Emitiendo | Ventas de vehículos nuevos para 2040 a más tardar |
| Bandera de Alemania                   | 2030                                                                         | Decisión del Bundesrat | Emitiendo | Ventas de autos nuevos |
| Bandera de Ghana                      | 2040                                                                         | Signatario de la Declaración de Glasgow | Emitiendo | Ventas de vehículos nuevos para 2040 a más tardar |
| Bandera de Grecia                     | 2030                                                                         | Plan de gobierno | Emitiendo, non-electric                                                                                                 | Venta de vehículos nuevos |
| Bandera de Hong Kong                  | 2035                                                                         | Hong Kong Legislature plan, Special Administrative Region of the People's Republic Of China. | diésel, gasolina | New private vehicle sales and registration. |
| Bandera de Islandia                   | 2030                                                                         | Plan climático | Cars than run exclusively on Diésel, gasolina                                                                           | Ventas de autos nuevos, pero con excepciones por consideraciones regionales (áreas donde sería difícil prohibir los coches de gasolina o diésel) |
| Bandera de Indonesia                  | 2050                                                                         | Proposed by the Government as a "roadway" in 2021 | diésel, gasolina | Todas las ventas de motocicletas (2040), todas las ventas de automóviles (2050) |
| Bandera de Irlanda                    | 2040                                                                         | Signatario de la Declaración de Glasgow | Emitiendo | Ventas de vehículos nuevos para 2040 a más tardar |
| Bandera de Israel                     | 2030                                                                         | | Emitiendo, non-electric                                                                                                 | Ventas de autos nuevos, newly imported vehicles |
| Bandera de Italia                     | 2035                                                                         | Directiva del Ministerio de Transición Ecológica | Emitiendo | Ventas de vehículos privados nuevos para 2035 Ventas de vehículos comerciales nuevos para 2040 |
| Bandera de Japón                      | 2035                                                                         | Japanese government plan | cease sales of new Diesel-, petrol-only cars                                                                            | Los coches híbridos diésel y gasolina seguirán vendiéndose indefinidamente |
| Bandera de Kenia                      | 2040                                                                         | Signatario de la Declaración de Glasgow | Emitiendo | Ventas de vehículos nuevos para 2040 a más tardar |
| Bandera de Lituania                   | 2040                                                                         | Signatario de la Declaración de Glasgow | Emitiendo | Ventas de vehículos nuevos para 2040 a más tardar |
| Bandera de Luxemburgo                 | 2040                                                                         | Signatario de la Declaración de Glasgow | Emitiendo | Ventas de vehículos nuevos para 2040 a más tardar |
| Bandera de Macao                      | 2035[cita requerida]                                                         | Plan de la Legislatura de Macao, Región Administrativa Especial de la República Popular China. | Diésel, gasolina | Venta y registro de vehículos particulares nuevos. |
| Bandera de México                     | 2040                                                                         | Signatario de la Declaración de Glasgow | Emitiendo | Ventas de vehículos nuevos para 2040 a más tardar |
| Bandera de Marruecos                  | 2040                                                                         | Signatario de la Declaración de Glasgow | Emitiendo | Ventas de vehículos nuevos para 2040 a más tardar |
| Bandera de los Países Bajos           | 2030                                                                         | Acuerdo de la coalición | diésel, gasolina | Venta de turismos nuevos. Los vehículos comerciales seguirán utilizando gasolina y diésel hasta 2040. |
| Bandera de Nueva Zelanda              | 2040                                                                         | Signatario de la Declaración de Glasgow | Emitiendo | Ventas de vehículos nuevos para 2040 a más tardar |
| Bandera de Noruega                    | 2025                                                                         | incentivos fiscales y de uso | diésel, gasolina | Todos los turismos nuevos. Los vehículos comerciales seguirán utilizando gasolina y diésel hasta 2035. |
| Bandera de Paraguay                   | 2040                                                                         | Signatario de la Declaración de Glasgow | Emitiendo | Ventas de vehículos nuevos para 2040 a más tardar |
| Bandera de Polonia                    | 2040                                                                         | Signatario de la Declaración de Glasgow | Emitiendo | Ventas de vehículos nuevos para 2040 a más tardar |
| Bandera de Portugal                   | 2035                                                                         | Plan climático de gobierno propuesto por el Partido Socialista de Portugal en el poder. | diésel, gasolina | Ventas de autos nuevos |
| Bandera de Ruanda                     | 2040                                                                         | Signatario de la Declaración de Glasgow | Emitiendo | Ventas de vehículos nuevos para 2040 a más tardar |
| Bandera de Singapur                   | 2025 (Coches y Taxis solo diésel) 2030 (Vehículos solo de gasolina y diésel) | Plan Climático de febrero de 2021, adelantado diez años antes desde el anuncio de 2020. | gasolina, diésel, no eléctricos                                                                                         | Las ventas y el registro de todos los nuevos automóviles y taxis de solo diésel cesarán en 2025, las ventas y el registro de todos los vehículos comerciales nuevos solo diésel y los vehículos solo gasolina cesarán en 2030. Todos los vehículos nuevos funcionarán con energía más limpia (eléctrica, híbrida, de pila de combustible de hidrógeno) a partir de 2030, eliminación gradual de los motores de combustión interna (de toda la población de vehículos motorizados) completada para 2040. |
| Bandera de Eslovenia                  | 2031                                                                         | emisiones limitadas a 50 g/km | Se permite la gasolina y el diésel si las emisiones son < 50 gr/km                                                      | Nuevos vehículos registrados |
| Bandera de Corea del Sur              | 2035                                                                         | Plan climático del gobierno | gasolina, diésel | Venta de vehículos nuevos. |
| Bandera de España                     | 2040                                                                         | | ICE | Solo ventas de automóbiles nuevos. Vehículos industriales y motocicletas para seguir utilizando gasolina o diésel. |
| Bandera de Suecia                     | 2030                                                                         | Acuerdo de la coalición | diésel, gasolina | Ventas de autos nuevos |
| Bandera de Taiwán                     | 2040                                                                         | Government Climate plan announced by the Environmental Protection Administration. | diésel, gasolina | Todo el uso de autobuses y automóviles propiedad del gobierno (2030), todas las ventas de motocicletas (2035), todas las ventas de automóviles (2040) |
| Bandera de Tailandia                  | 2035                                                                         | Only proposals of National Electric Vehicle Policy Committee, not yet effective in any way. | diésel, gasolina | Ventas de autos nuevos y registro de nuevos autos. |
| Bandera de Turquía                    | 2040                                                                         | Signatario de la Declaración de Glasgow and declaration on lorries and buses | Emitiendo | Ventas de vehículos nuevos para 2040 a más tardar |
| Bandera del Reino Unido               | 2030–2035, 2040                                                              | | diésel, gasolina | New non-electric car sales from 2030, new hybrid car sales from 2035, new CO2 emitting lorry and bus sales from 2040 |
| Bandera de Estados Unidos             | 2035                                                                         | Introduced by US President Joe Biden via executive order that mandates 50% electric vehicle sales in the entire US by 2030, followed by a complete ban on all new Internal-combustion engine powered vehicles by 2035. | diésel, gasolina, no eléctricos                                                                                         | Ventas de autos nuevos of government-owned vehicles (2027), new bus sales (2030), and new car sales of privately-owned vehicles along with commercial vehicles (2035). Entire population of government-owned vehicles with ICE engines will be phased-out and will be replaced by 100% all-electric vehicles by 2035. |
| Bandera de Uruguay                    | 2040                                                                         | Signatario de la Declaración de Glasgow | Emitiendo | Ventas de vehículos nuevos para 2040 a más tardar |

## Fabricantes con planes de retirada de vehículos de combustibles fósiles
En 2020, el Grupo Volvo, junto con otros fabricantes de camiones como DAF Trucks, Daimler AG, Ford, Iveco, MAN SE y Scania AB, se comprometió a poner fin a las ventas de camiones diésel para 2040.
En 2021, General Motors anunció sus planes de ser totalmente eléctrica para 2035. Ese mismo año, el director general de Jaguar Land Rover, Thierry Bolloré, también afirmó que "lograría cero emisiones de tubo de escape para 2036" y que su marca Jaguar sería exclusivamente eléctrica para 2025.  En marzo, Volvo Cars anunció que para 2030 "tiene la intención de vender únicamente coches eléctricos y eliminar progresivamente cualquier coche de su cartera global con motor de combustión interna, incluidos los híbridos"  En abril de 2021, Honda anunció que dejaría de vender vehículos de gasolina para 2040. En julio de 2021, Mercedes-Benz anunció que sus nuevas plataformas de vehículos serán sólo EV para 2025. En octubre de 2021, Rolls-Royce anunció que será totalmente eléctrico para 2030. En la Conferencia de las Naciones Unidas sobre el Cambio Climático de 2021, los fabricantes de automóviles BYD Auto, Ford Motor Company, General Motors, Jaguar, Land Rover, Mercedes-Benz y Volvo se comprometieron a "trabajar para que todas las ventas de nuevos coches y furgonetas sean de cero emisiones a nivel mundial para 2040, y a más tardar en 2035 en los mercados principales".
Otras marcas que tienen previsto ser completamente eléctricas son DS Automobiles (en 2024), Alfa Romeo (en 2027), Lotus (en 2028), Mini (en 2030), Fiat (en 2030), Audi (en 2033) o Chevrolet  (en 2035).
Algunas marcas han anunciado que todos los coches que vendan en Europa serán eléctricos: Opel lo hará desde 2028, Ford y Nissan desde 2030 y Hyundai y Kia desde 2035.
Un caso especial es Noruega donde marcas como Hyundai dejaron de vender coches de combustión interna desde el 1 de enero de 2023.